# Телепортація

Фотомонтаж, що зображає «кротовину», один з можливих способів телепортації

Телепорта́ція — гіпотетичне перенесення матерії чи енергії з однієї точки простору в іншу без проходження фізичного простору між ними. Переважно телепортація розглядається у сфері фантастики. Засіб здійснення телепортації або сам її процес часто називається телепортом.
При телепортації лишається справедливим принцип причинності, тобто телепортація зі швидкістю, більшою за швидкість світла неможлива, однак наукова фантастика зазвичай не зважає на цю вимогу.

## Етимологія
Термін «телепорт» вперше було вжито в 1878 році в газеті «The Hawaiian gazette». В статті про досягнення в області телефона й телеграфа описувалося гіпотетичне перенесення людини по підводному кабелю шляхом її розкладання на атоми та складання в іншому місці, віддаленому на тисячі кілометрів, за лічені хвилини після відправки. Телепортом у цьому разі називався сам процес перенесення.
Термін «телепортація» ввів у широкий обіг американський фантаст і містик Чарлз Форт в 1931 році, утворивши його з грецького слова «теле» (τῆλε), що означає «далеко» і латинського «портаре» (portare), що означає «переносити». Він припускав, що існує невідома науці сила, здатна переносити матерію на великі відстані. Нею він намагався пояснити дощі з тварин, таємничі зникнення та появи людей. Ідея телепортації широко використовується в науковій фантастиці, часто під дещо іншими назвами.

## У фантастиці
Перший відомий опис телепортації у художній літературі наводиться в сатиричному романі Фреда Джейна «На Венеру за п'ять секунд» (1897).
Протягом 1950-х та 1960-х років зростала тенденція до опису телепортації як здатності переміщатися в просторі силою думки, зникаючи в одній точці та миттєво виникаючи в іншій. Тобто, телепортація в цьому випадку поставала формою психокінезу. Наприклад, телепортація людей яскраво показана в романі Альфреда Бестера «Зірки — мета моя» (1956), Гордона Діксона «Час для телепорту» (1960), в циклі Енн Маккефрі «Вершники Перна». Інший поширений прояв телепортації — це перенесення предметів, як у «Світі Ā» Альфреда ван Вогта.
В науковій фантастиці тема телепортації нерідко близька до теми гіперпростору, яким пояснюється швидке переміщення об'єктів: у такому просторі діють інакші закони фізики, тому і максимальна швидкість може перевищувати швидкість світла. Інші наукові чи науковоподібні способи телепортації включають перетворення матерії на енергію з подальшим зворотним процесом (як у «Зоряному шлясі»), або викривлення простору.
Телепортація (варпінг, швидка подорож) широко розповсюджена у відеоіграх як ігрова умовність, коли персонаж гравця може швидко переноситися між уже відвіданими місцями, замість витрачати час гравця на подорож. Сам процес переміщення може реалізуватися як подорож на транспорті або пішки, що лишається за кадром, або користування фантастичними засобами — магічними порталами, закляттями, високотехнологічними телепортами. Наприклад, в іграх серії Dark Souls герой магічним чином телепортується між вогнищами.

## У науці

### Квантова телепортація
Впродовж 2010-х років інтенсивно розвивається напрямок фізичних досліджень, в якому вивчається миттєве перенесення на макроскопічні віддалі сплутаних квантових станів, явище чого отримало назву квантової телепортації.
Ідея квантової телепортації полягає в реалізації заданого квантового стану сплутаної пари шляхом проведення вимірювання відправником над заплутаним квантовим станом у певному базисі та у наступній передачі інформації про вимірювання отримувачу. Для цього у найпростішому випадку відправнику та отримувачу треба мати сплутану пару тотожних квантових об'єктів відповідно 1 та 2, стан яких визначається як {\displaystyle |\Phi ^{+}\rangle }, та тотожний їм квантовий об'єкт 3 із цільовим станом {\displaystyle |\psi _{1}\rangle }, причому сплутані тотожні об'єкти рознесені на макроскопічну відстань у просторі зі збереженням когерентності. Система із трьох кубітів описується певним повним станом {\displaystyle |\psi _{0}\rangle }. Якщо провести вимірювання у деякому базисі (наприклад, беллівському), то система із трьох кубітів колапсує у один із станів {\displaystyle |\psi _{2,3,4,5}\rangle }, які є унітарними відображеннями цільового стану {\displaystyle |\psi _{1}\rangle }. Зчеплений стан об'єктів 1 та 2 руйнується; натомість, утворюється зчеплений стан об'єктів 2 та 3. Причому отримувач нічого не знає про стан {\displaystyle |\psi _{2,3,4,5}\rangle } та не може провести ніяке вимірювання, яке б точно визначило його. Тому відправнику треба передати інформацію про стан класичним каналом. Після одержання отримувачем інформації про стан він здійснює певну операцію над своїм об'єктом 1, у результаті чого стан об'єкту стає тотожним цільовому стану {\displaystyle |\psi _{1}\rangle }.
Варто зазначити, що миттєва зміна стану об'єктів на відстані не є передачею інформації з надсвітловою швидкістю, оскільки отримувач нічого про стан не знає та не може для його однозначного визначення провести вимірювання, а отже, може дізнатися лише ймовірність отримати певний стан при проведенні вимірювання.
Вперше експериментальне підтвердження квантової телепортації було отримане в 2002 році в досліді з лазерним променем в Австралійському національному університеті (автори відкриття Ворвік Бовен, Пін Кой Лам, Ганс Бахор, Тімоті Ралф).
Експерименти з квантової телепортації важливі для підтвердження основних положень квантової механіки. Хоча квантова механіка успішно описує дуже багато явищ на мікроскопічному рівні, не можна сказати, що в її адрес немає критики. Серед складних питань квантової механіки — проблема парадоксу Ейнштейна-Подольського-Розена. Підтвердження телепортації (порушення нерівностей Белла) свідчить про те, що парадокс слід прийняти як одне з квантових явищ, які мають парадоксальну природу лише з погляду класичної фізики.

## У філософії
Так званий парадокс телепортації (парадокс телетранспозиції або парадокс дублікатів) торкається питання тотожності оригіналу та копії. В уявному експерименті людина розкладається на атоми, а за якийсь час в іншому місці з таких же атомів складається цілком ідентична людина. З одного боку вона володіє тими ж якостями, спогадами тощо, та вважає себе оригіналом, з іншого — при повній тотожності не є тією самою людиною, адже унікальне життя в формі власне людини було перерване. З цим експериментом пов'язаний інший — оригінал не буде руйнуватися, а будуть створюватися його ідентичні копії. В такому разі постає питання — чи вважатимуться копії іншими людьми? Чи матимуть вони ті ж права, що й оригінал?